# Parc Nacional de Jotunheimen
El Parc Nacional de Jotunheimen (literalment "la llar dels gegants"; en noruec: Jotunheimen nasjonalpark) és un parc nacional de Noruega, conegut per la seva bona pesca i les seves grans rutes de senderisme per tot el país. El parc nacional comprèn 1.151 km² i és part de l'àrea més gran de la serra de Jotunheimen. Més de 250 pics s'eleven per sobre de 1.900 metres, incloent els dos pics més alts del nord d'Europa: el Galdhøpiggen, de 2.469 metres, i el Glittertind, de 2.465 metres.
El parc nacional cobreix la major part de l'àrea muntanyosa de Jotunheimen, incloent Hurrungane, però Utladalen i el seu entorn es troben dins de l'àrea protegida d'Utladalen. Administrativament es troba entre els comtats de Sogn og Fjordane i Oppland. Geològicament la Jotunheiman és una regió del Precambrià. Les glaceres han tallat els massissos de la dura roca ígnia de Jotunheimen, deixant nombroses valls i molts pics.
Quan a la fauna, Jotunheimen compta amb un bon nombre d'animals salvatges. Hom troba al parc rens, ants, cérvols, goluts i linxs. La majoria dels llacs i rius alberguen truites.

## Història
Jotunheimen ha estat un bon lloc de caça des de temps immemorials. De fet s'han trobat restes de campaments de caça de l'Edat de Pedra prop dels llacs Gjende i Russvatnet. Aquestes restes s'estenen a través de l'edat de bronze i l'Edat de ferro, fins als temps registrats.
Un "reial decret" del segle XV va requerir que els residents de Lom havien de mantenir el pas de muntanya de Sognefjell acceptable, permetent que la gent de la vall de Gudbrandsdal pogués accedir a la ciutat comercial del període, Bergen. Durant aquella època diverses caravanes transportaven productes agrícoles, sal, ferro, tela i lutefisk per les muntanyes.
El nom de Jotunheimen o "llar dels gegants" és en ús des de fa relativament poc. Aasmund Olavsson Vinje (1818-1879), un famós poeta noruec i periodista recordat pel seu ús pioner del nynorsk, a més de ser un exponent del nacionalisme romàntic noruec, va encunyar el terme el 1862, anomenant les muntanyes "Jotun Fjellene" o llar dels gegants. Un monument va ser aixecat el 1909 per Aa. O.Vinje a l'extrem occidental del llac Bygdin a la seva estimada Eidsbugarden als afores de l'actual parc nacional on va tenir una casa privada. Els vells amics i seguidors volien commemorar la seva contribució a l'apreciació de la naturalesa de Noruega i l'enfortiment de la identitat nacional de Noruega.

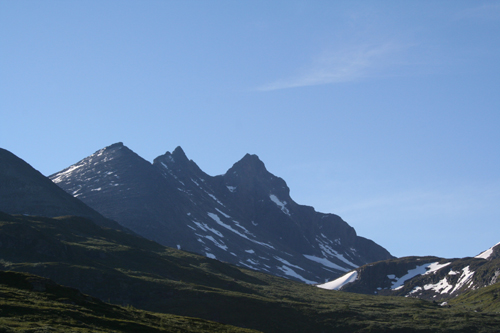
Hurrungane

Avui Eidsbugarden és un gran centre turístic de muntanya, amb un hotel recentment restaurat a partir del 1909 que es va tornar a obrir l'estiu del 2007. Es pot arribar en cotxe o en vaixell a l'estiu i amb moto de neu a l'hivern.
El 1869, l'Associació Excursionista Noruega va construir la seva primera cabana a la vora del llac Tyin. Actualment cabanes turístiques del DNT fan d'aquesta zona una de les millors zones de turisme desenvolupades d'Europa. També hi ha un nombre limitat de cabines privades pels llacs.

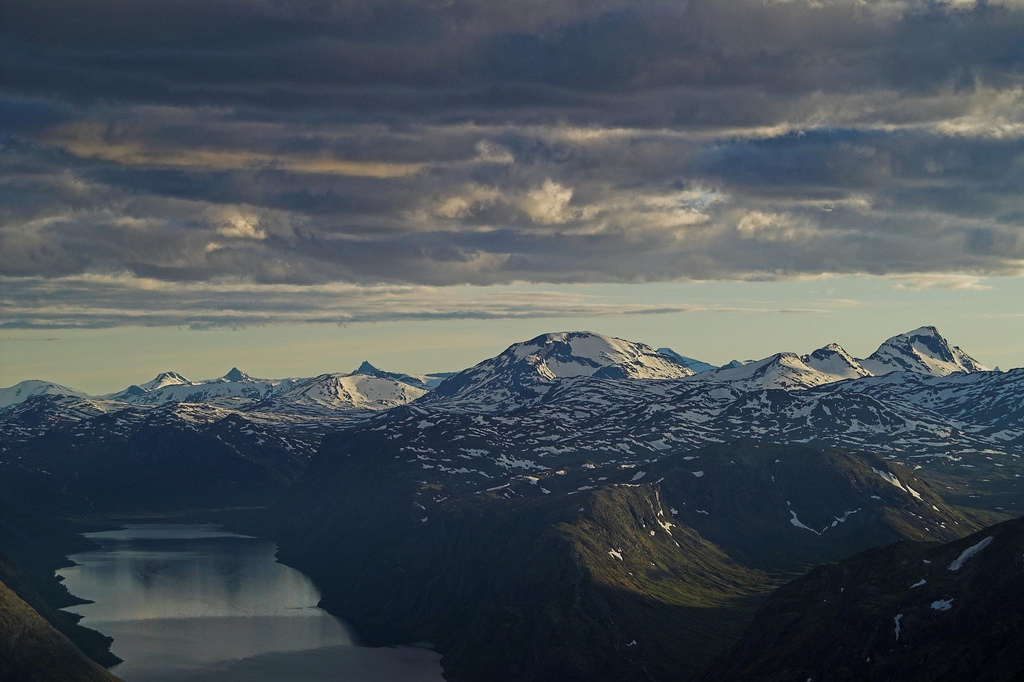
El llac Gjende.

Per Reial Decret al desembre del 1980, es va establir aquest parc nacional de 1145 quilòmetres quadrats, inicialment al cor de Jotunheimen. Inclou gran part de la regió, incloent l'altiplà de Galdhø, el massís de Glittertind, Hurrungane i l'àrea de Gjende. El parc enllaça amb la reserva natural d'Utladalen, una àrea de 300 quilòmetres quadrats.